# 봉황산 (충남)
봉황산(鳳凰山)은 충청남도 공주시에 위치한 산으로, 공주 시가지가 있는 공주분지에 자리잡고 있다.

## 방송 송신 시설
| 디지털TV |                  |          |          |       |                 |
| 가상채널 | 방송국명         | 호출부호 | 물리채널 | 출력  | 가시청권        |
| CH 6-1   | TJB 대전방송TV   | HLDF-DTV | CH 46    | 90㎾  | 공주(시내) 일원 |
| CH 7-1   | KBS대전 DTV2     | HLQT-DTV | CH 29    | 20㎾  | 공주(시내) 일원 |
| CH 9-1   | KBS대전 DTV1     | HLKI-DTV | CH 21    | 20㎾  | 공주(시내) 일원 |
| CH 10-1  | EBS 1TV          | HLQL-DTV | CH 48    | 1㎾   | 공주(시내) 일원 |
| CH 10-2  | EBS 2TV          | HLQL-DTV | CH 48    | 1㎾   | 공주(시내) 일원 |
| CH 11-1  | 대전MBC TV       | HLCQ-DTV | CH 17    | 20㎾  | 공주(시내) 일원 |
| FM라디오 |                  |          |          |       |                 |
| 채널     | 방송국명         | 호출부호 |          | 출력  | 가시청권        |
| 93.3㎒   | febc대전극동방송 | HLAD-FM  |          | 0.5㎾ | 공주(시내) 일원 |

## 이름의 유래
봉황이 알을 품은 모습처럼 아름답다해서, 또는 능선의 형태에 따라 뒤쪽은 봉산(鳳山), 앞쪽은 황산(凰山)이라 한 데서 유래되었다고 한다.